# Nationale Vereinigung
Die Nationale Vereinigung (Abkz. NV) war eine im Oktober 1919 gegründete rechtsgerichtete, antirepublikanische Organisation. Sie gilt als der organisatorische „Kristallisationskern“ des Kapp-Putsches.

## Geschichte
Die Vereinigung wurde mit Unterstützung von Erich Ludendorff im Oktober 1919 gegründet. Einer der maßgeblichen Initiatoren war Hauptmann Waldemar Pabst, der zu Beginn des Jahres die Ermordung von Rosa Luxemburg und Karl Liebknecht veranlasst hatte. Pabst war wegen seiner Beteiligung an einigen nationalistisch orientierten Protesten und Aufstandsversuchen als Stabschef der Garde-Kavallerie-Schützen-Division von Reichswehrminister Gustav Noske entlassen worden. Ebenfalls an der Gründung beteiligt war der stellvertretende Führer der ehemaligen rechten Vaterlandspartei und ostpreußische Landschaftsdirektor Wolfgang Kapp. Ein weiterer Beteiligter war Oberst Bauer, der Ludendorff während des Ersten Weltkrieges als politischer Berater gedient hatte. Weiterhin beteiligten sich an der Führung Ludendorff, Schiele, Traub, Schnitzler und Grabowski. 
Ziel war, eine „Einheitsfront aller Nationalgesinnten“ zu schaffen und den „Bolschewismus“ zu bekämpfen. Pabst fungierte als Hauptgeschäftsführer. Die organisatorische Basis bildeten die Reste der ehemaligen Vaterlandspartei. Kapp und Traub waren auch Mitglieder im Hauptvorstand der DNVP, so dass zu dieser Partei eine direkte Verbindung bestand. Durch Traub bestand außerdem eine Anbindung an den Nationalen Club. Dieser hatte sich ebenfalls im Oktober 1919 gegründet und organisierte vor allem Industrielle, Bankiers, Großgrundbesitzer und hohe Beamte. Die Nationale Vereinigung unterhielt auch Kontakte zu rechtsstehenden Militärs, insbesondere zu Walther von Lüttwitz. Finanzielle Unterstützung kam von einigen Großindustriellen wie Hugo Stinnes. Stinnes finanzierte die Nationale Vereinigung bis zum Januar 1920 mit 125.000 Reichsmark monatlich. Nachweislich unterstützt wurde die NV auch von Carl Duisberg. Verbindungen bestanden zur Gutehoffnungshütte, MAN und zur Schichau-Werft.
Die Vereinigung vermittelte unter anderem ehemalige Baltikumkämpfer als Ersatz für gewerkschaftlich organisierte Landarbeiter auf Gütern in Ostelbien. So konnten militärische Verbindungen bewahrt oder neu aufgebaut werden, die man für einen künftigen Putsch benötigte.
Als Gefahr für die Republik wurde die Vereinigung nicht wahrgenommen. Der Staatskommissar für die Überwachung der öffentlichen Ordnung berichtete, dass die Aktivitäten stets „beruhigend“ gewesen seien. Andere nicht zur Kenntnis der Reichsregierung gelangte Quellen zeigen indes, dass zumindest vom Kern der Organisation ein Staatsstreich notfalls auch mit militärischen Mitteln ins Auge gefasst wurde.